# Werner Kriesel

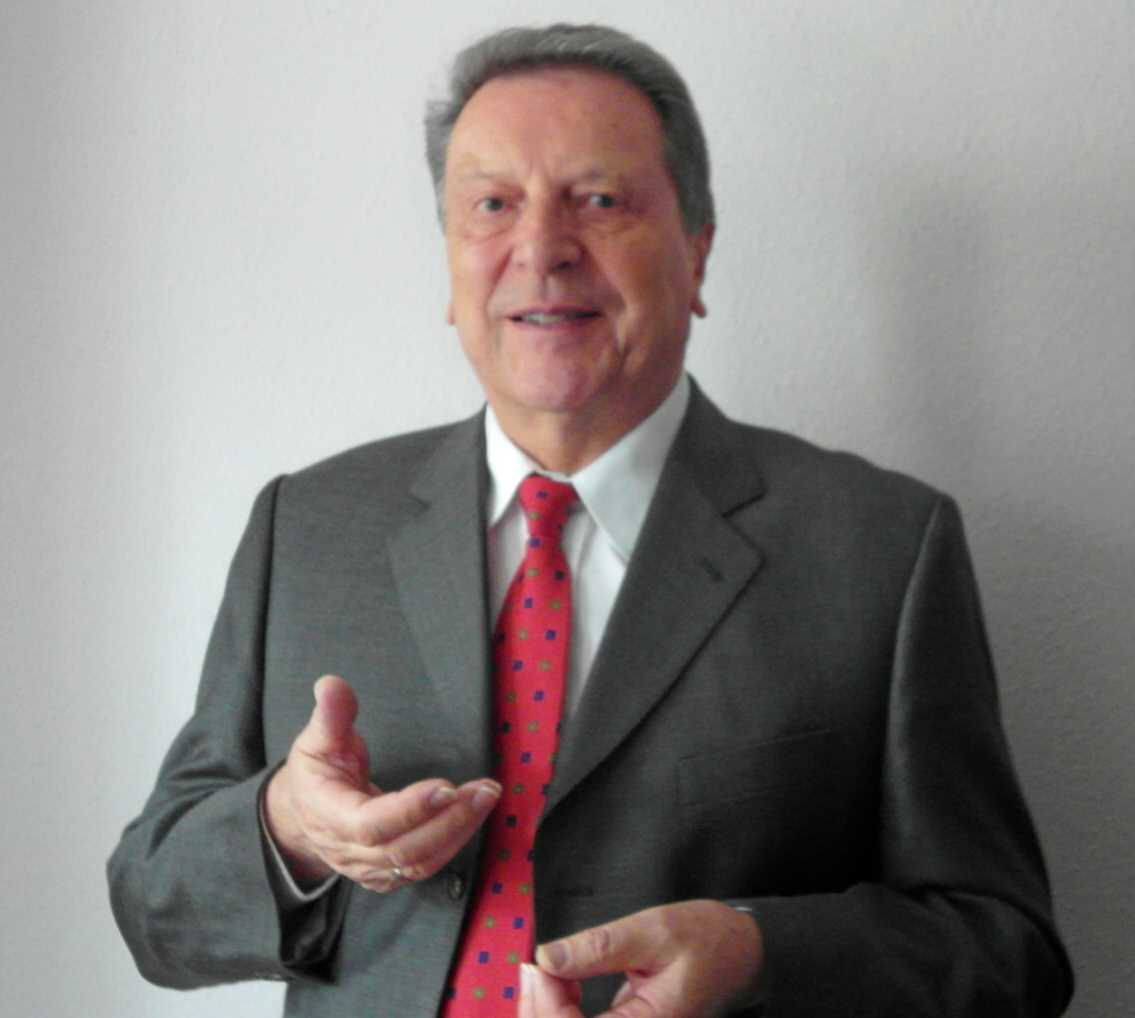
Werner Kriesel (2012)

Werner Kriesel (* 28. März 1941 in Kappe, Landkreis Deutsch Krone; † 27. Dezember 2022) war ein deutscher Ingenieur und Professor für Automatisierung und Industrielle Kommunikationstechnik. Er war Mitbegründer des eigenständigen Fachgebiets Industrielle Kommunikation für die Automation in angewandter Forschung und akademischer Lehre.

## Werdegang

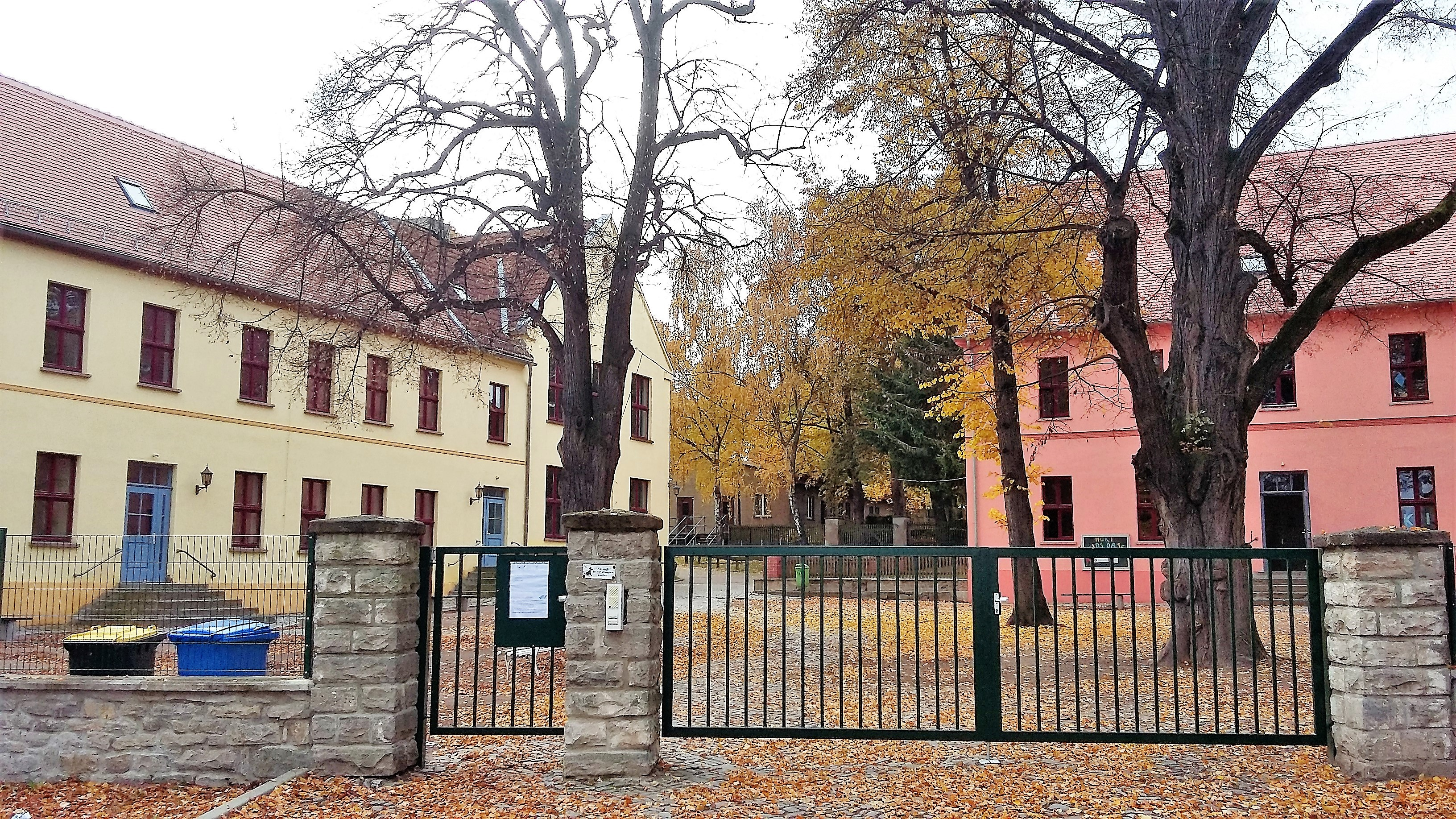
Alte Grundschule in Alsleben (Saale)

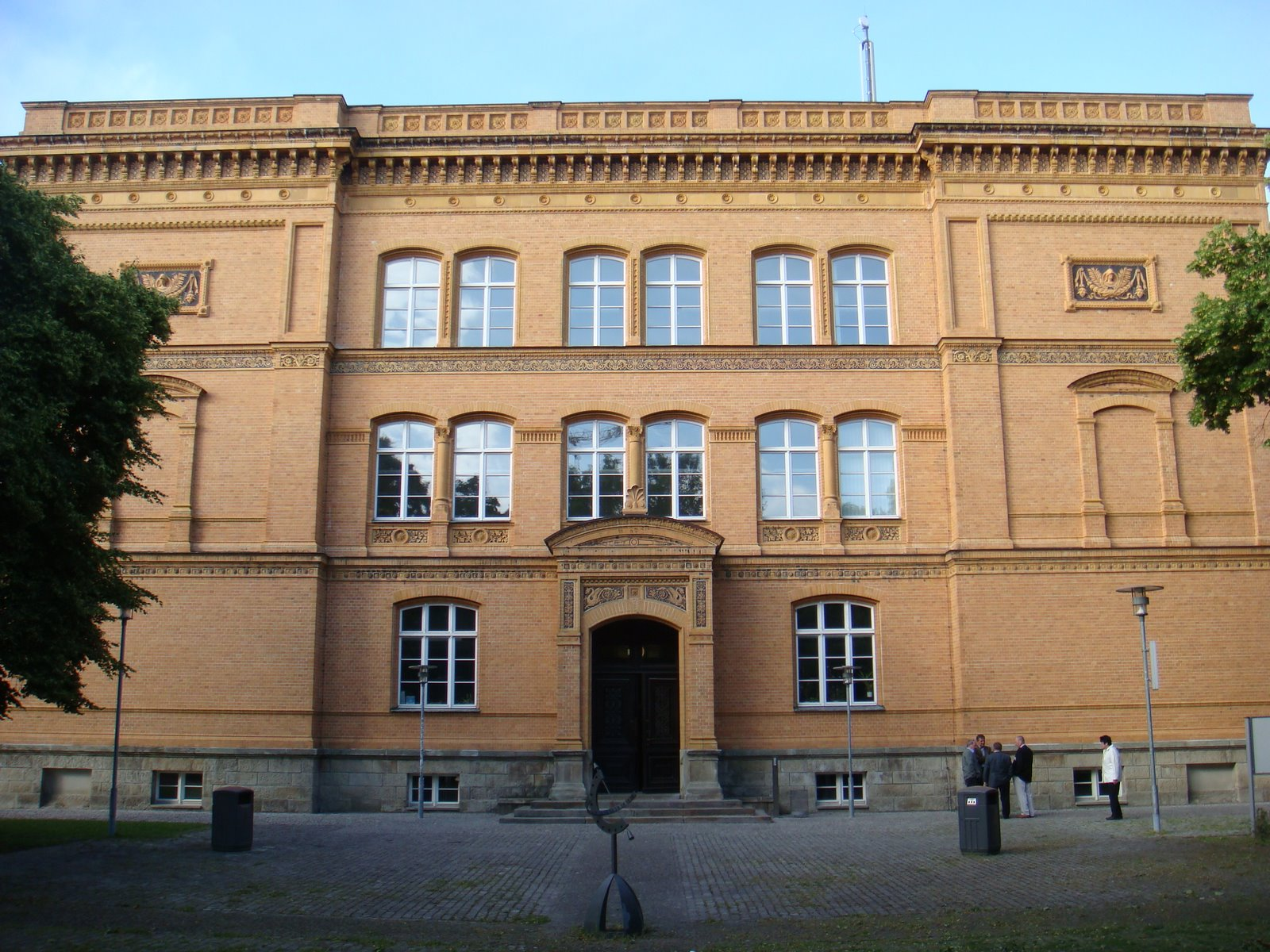
Gymnasium Carolinum Bernburg - Haupteingang, Gebäude Schlossgartenstraße 14

Werner Kriesel wurde als einziges Kind des Landwirts und gelernten Fleischers Walter Kuno Kriesel (1906–1945) und seiner Ehefrau Frieda Kriesel, geb. Weber (1911–1983) in Kappe (heute Ortschaft der Stadt Trzcianka, Schönlanke), Kreis Deutsch Krone bei Schneidemühl in Westpreußen geboren. Beide Elternteile waren weltoffen, nicht zuletzt durch ihre nahen Verwandten in Berlin, zu denen auch ein überseeischer Kaufmann gehörte, der 1937 einen längeren Italienaufenthalt und zuvor um 1930 eine zweijährige Arbeit des Vaters in den USA angeregt hatte. Hierbei lernte sein Vater als junger Mann den Maschineneinsatz auf Farmen und die Fließbandproduktion in den Schlachthöfen von Chicago kennen. Einen Teil dieser Erfahrungen setzten später die Eheleute auf ihrem eigenen Bauernhof durch entsprechende Investitionen um. Der Vater kehrte jedoch aus dem Zweiten Weltkrieg nicht mehr zurück. Ende 1945 erfolgte die Vertreibung der Familie nach Sachsen-Anhalt mit dem Totalverlust allen Vermögens. Von 1947 bis 1955 besuchte Kriesel die Grundschule in Alsleben (Saale) und anschließend als Internatsschüler die Oberschule in Bernburg (Saale).
Nach dem Abitur 1959 ging er an die Hochschule für Schwermaschinenbau Magdeburg, die damals unter dem Rektorat von Ernst-Joachim Gießmann stand und die 1961 in Technische Hochschule „Otto-von-Guericke“ umbenannt wurde. Er studierte im Grundstudium Maschinenbau und im Fachstudium am Institut für Mess-, Steuer- und Regelungstechnik bei Heinrich Wilhelmi. Er gehörte zur ersten Studentengeneration, die hier vollständig ausgebildet wurde (Lehrstuhl: Heinz Töpfer). Anfang 1965 erwarb er unter Rektor Friedrich Kurth seinen ersten akademischen Grad als Diplom-Ingenieur (Dipl.-Ing.) in der Fachrichtung Regelungstechnik (Betreuer: Herbert Ehrlich) an der Fakultät für Elektrotechnik (Dekan: Hans-Erich Weinschenk).
Sein Berufseinstieg erfolgte unmittelbar danach im Institut für Regelungstechnik Berlin (IfR), der zentralen Forschungs- und Entwicklungseinrichtung mit damals 1.800 Beschäftigten, das zur VVB Regelungstechnik, Gerätebau und Optik mit 11 Produktionsbetrieben der Mess-, Steuerungs- und Regelungstechnik gehörte.
Er war seit 1965 mit der Zahnärztin Christa Kriesel, geb. Faatz (* 1941) verheiratet. Das Ehepaar hat die beiden Töchter Kristin Kriesel (* 1966) und Anke Kriesel (* 1972), die eine Ausbildung als Ärztin bzw. als Diplom-Psychologin absolviert haben, sowie einen Enkel (* 1999).

## Regelungstechniker in der Industrie
Kriesel arbeitete als Entwicklungsingenieur für Regelungsgeräte, zu seinen ersten Aufgaben gehörten Regler ohne Hilfsenergie und Relaisgeber für die Klein- und Massenautomatisierung, insbesondere in Zusammenarbeit mit dem Betrieb Mertik Quedlinburg. Hinzu kamen in Kooperation mit der Deutschen Akademie der Wissenschaften (DAW), Institut für Regelungs- und Steuerungstechnik Dresden (Heinrich Kindler, Heinz Töpfer, Hans-Joachim Zander), industrielle analoge Rechengeräte sowie Fluidics zur Erweiterung des Steuerungssystems DRELOBA.

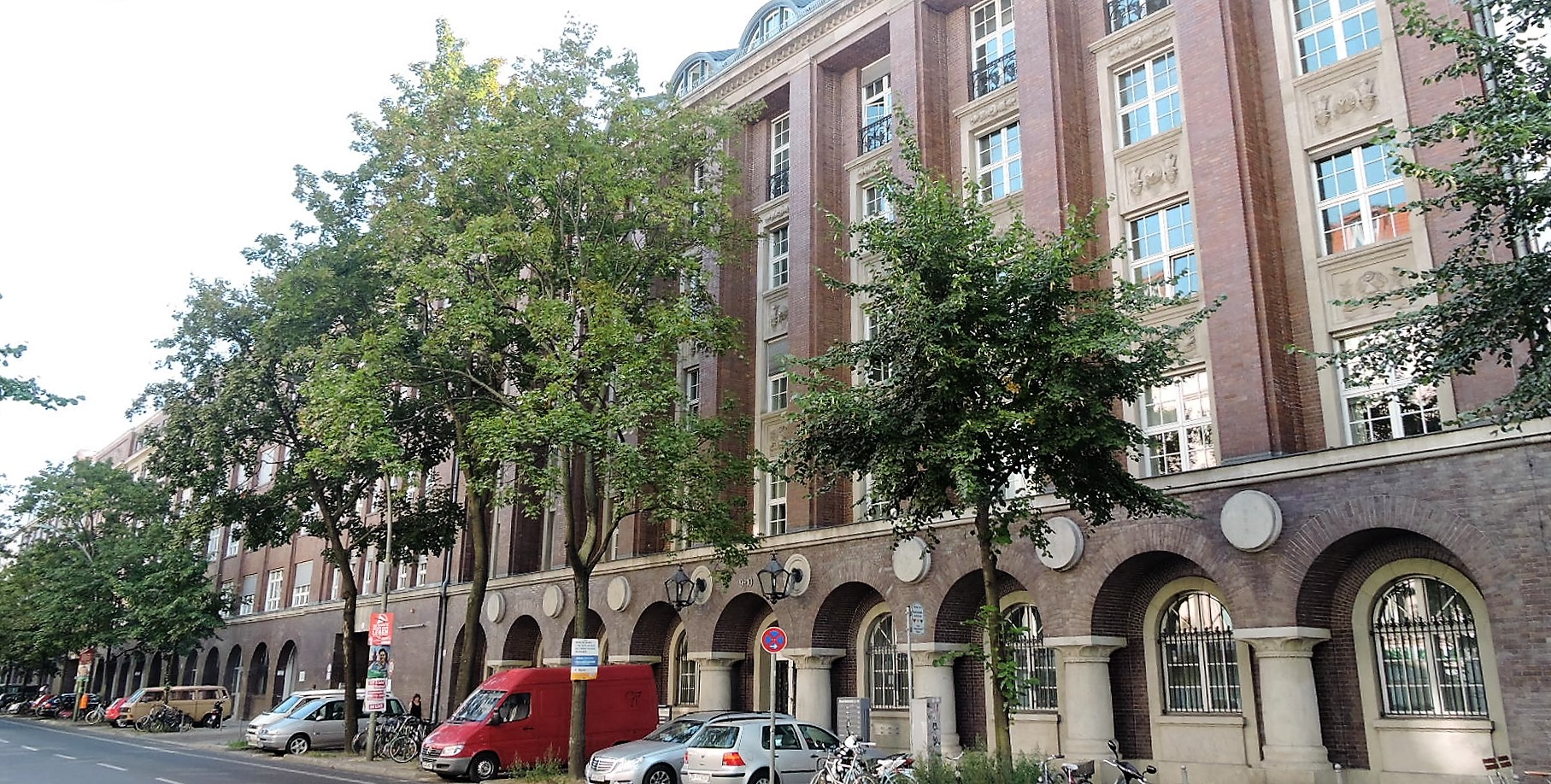
Institut für Regelungstechnik (IfR), Berlin-Friedrichshain, Neue Bahnhofstraße 9–17 (bis 1968)

Im IfR Berlin gewann Kriesel einen breiten Einblick in die praktische Umsetzung von Ingenieurleistungen für Automatisierungstechnik, sowohl durch die umfangreichen Labors und Werkstätten sowie das eigene Versuchswerk mit mehreren hundert Beschäftigten, als auch durch die Nähe zu Geräte- und Anlagenherstellern und Großanwendern wie Kernkraftwerk Rheinsberg, Großkraftwerke oder die Großchemie. Er sammelte dabei sehr schnell vielfältige Berufserfahrungen, da er in einem Umkreis von Fachexperten für industrielle Mess-, Steuerungs- und Regelungstechnik tätig war, zu dem auch ausgewiesene Persönlichkeiten wie Bruno Golecki gehörten, Träger des Stalinpreises von 1953, der damals höchsten Auszeichnung der Sowjetunion.
Kriesel übernahm die Leitung seiner Abteilung und erbrachte mit seinen Mitarbeitern spezifische Beiträge für die Entwicklung des universellen Systems von Geräten und Einrichtungen zur Automatisierung technologischer Prozesse mit der Bezeichnung „ursamat“, für dessen Konzipierung der Nationalpreis der DDR I. Klasse für Wissenschaft und Technik 1967 an das Leitungskollektiv Hanns Haas, Siegfried Spieß, Helmut Wiedmer und Gerhard Obenhaus verliehen wurde. Dieses System wurde im ursamat-Handbuch beschrieben, an dem Kriesel mitbeteiligt war. In diese Zeit fällt auch seine Promotion im Jahre 1968 als Externer an der Humboldt-Universität zu Berlin. Danach befasste er sich nebenberuflich mit Fragestellungen einer zeitgemäßen Kybernetik, wozu er zusammen mit seinem IfR-Kollegen, dem Physiker Peter Gudermuth, im Jahre 1972 ein Buch veröffentlichte.

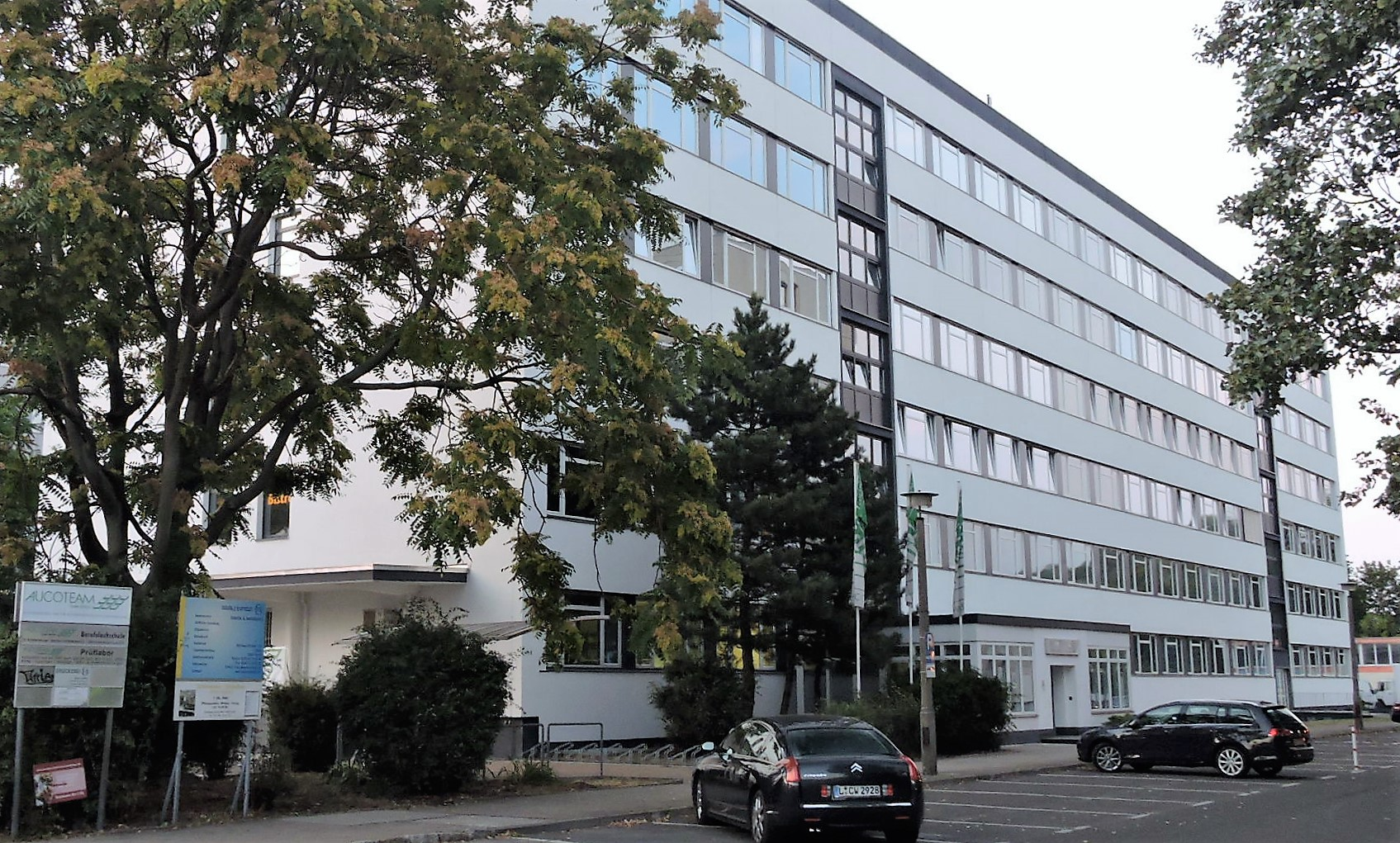
Institut für Regelungstechnik (IfR) / Zentrum für Forschung und Technologie (ZFT), Berlin-Prenzlauer Berg, Storkower Straße 115A (1968–1991, danach AUCOTEAM)

Er erweiterte seine Abteilung für das Gebiet „Digitale Regelungstechnik“, und ein umfangreiches Projekt waren die Steuerungen für alle Messwarten des neuen Erdölverarbeitungswerkes (EVW) in Schwedt/Oder. Sie ermöglichten 1969 zugleich den ersten erfolgreichen Prozessrechnereinsatz (Import von Elliot Automation, GB) in der petrolchemischen Großindustrie der DDR. Dies begünstigte eigene Entwicklungen des IfR zu einem Prozessrechner-System mit dem Kleinrechner KR 4200 (Robotron). Hierzu übernahm Kriesel mit seiner Abteilung die Entwicklung der gesamten Prozessausgabe-Peripherie „ursadat 4000“ mit diversen Varianten von Analog-, Digital- und Inkrementausgaben. Hierbei lernte er insbesondere die Bustechnologie näher kennen als digitales, paralleles Bussystem für ein Standard-Interface (SI 2.2). Diese Bustechnologie beschäftigte Kriesel seit Ende der 1960er Jahre zunehmend, sodass er schließlich zu einem Pionier der eigenständigen Industriellen Kommunikationstechnik wurde.
Kriesel übte nebenamtliche Lehrtätigkeit an der TH Magdeburg aus, hier wurde ihm 1971 die Lehrbefähigung (Facultas Docendi) erteilt. Das IfR unterstützte generell die Kooperation mit Hochschulen, Universitäten und Akademieinstituten, sodass aus dem IfR auch Professoren hervorgegangen sind: Gunter Schwarze, Achim Sydow, Georg C. Brack, Wolfgang Weller, Bernhard Rodenbeck, Hans Fuchs, Jürgen Beuschel, Werner Kriesel u. a. Aus dem IfR entstand in den 1970er Jahren das Zentrum für Forschung und Technologie (ZFT) des Kombinats Elektro-Apparate-Werke (EAW) Berlin-Treptow. Hieraus wurde im April 1991 über ein Management-Buy-Out mit Belegschaftsbeteiligung die AUCOTEAM GmbH gegründet (25-jähriges Firmenjubiläum 2016).

## Hochschuldozent für Regelungstechnik

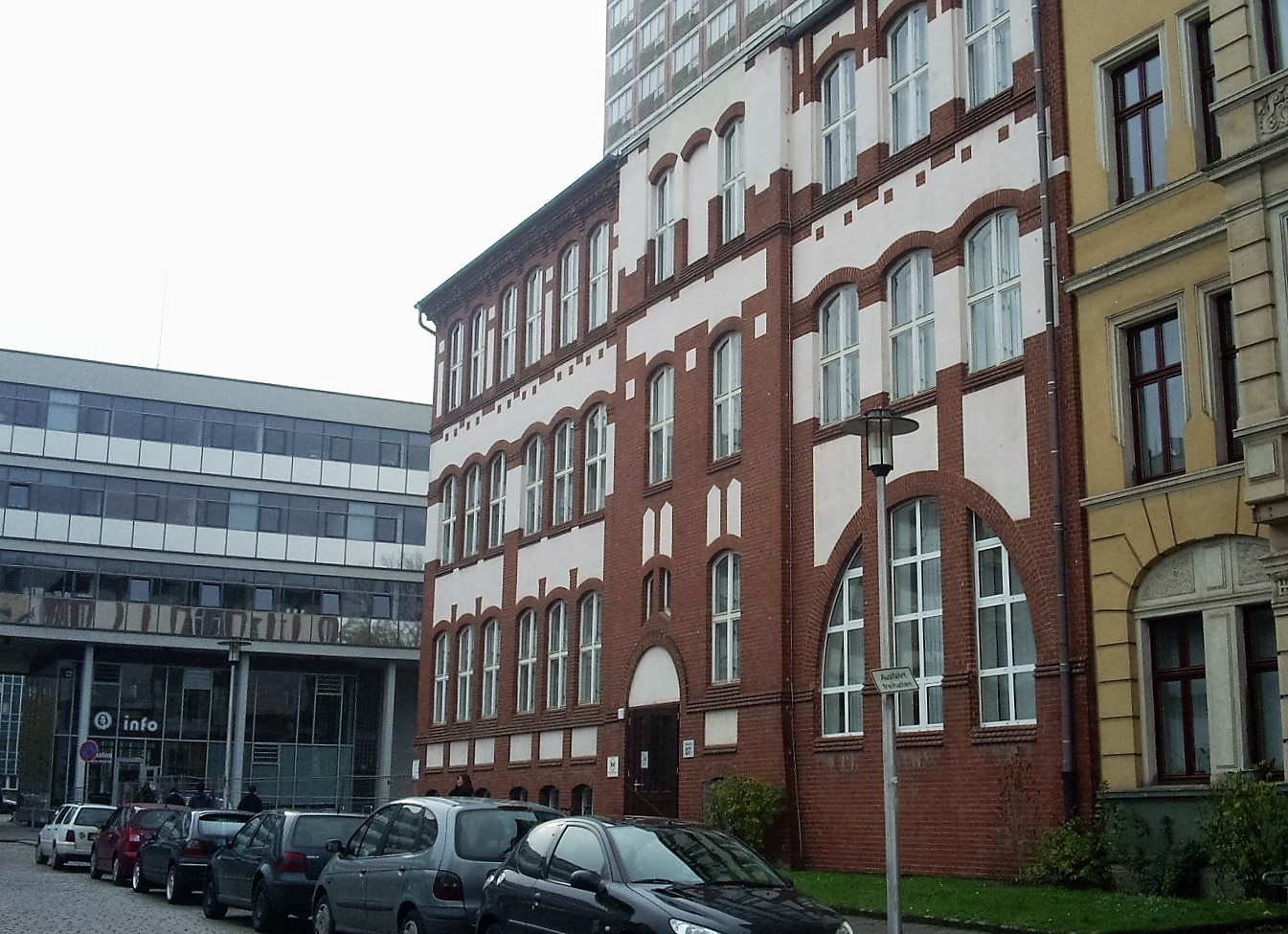
Campus Magdeburg, traditioneller Sitz des Instituts für Regelungs-/ Automatisierungstechnik (im Hintergrund das Fakultätsgebäude "Elektrotechnik und Informationstechnik")

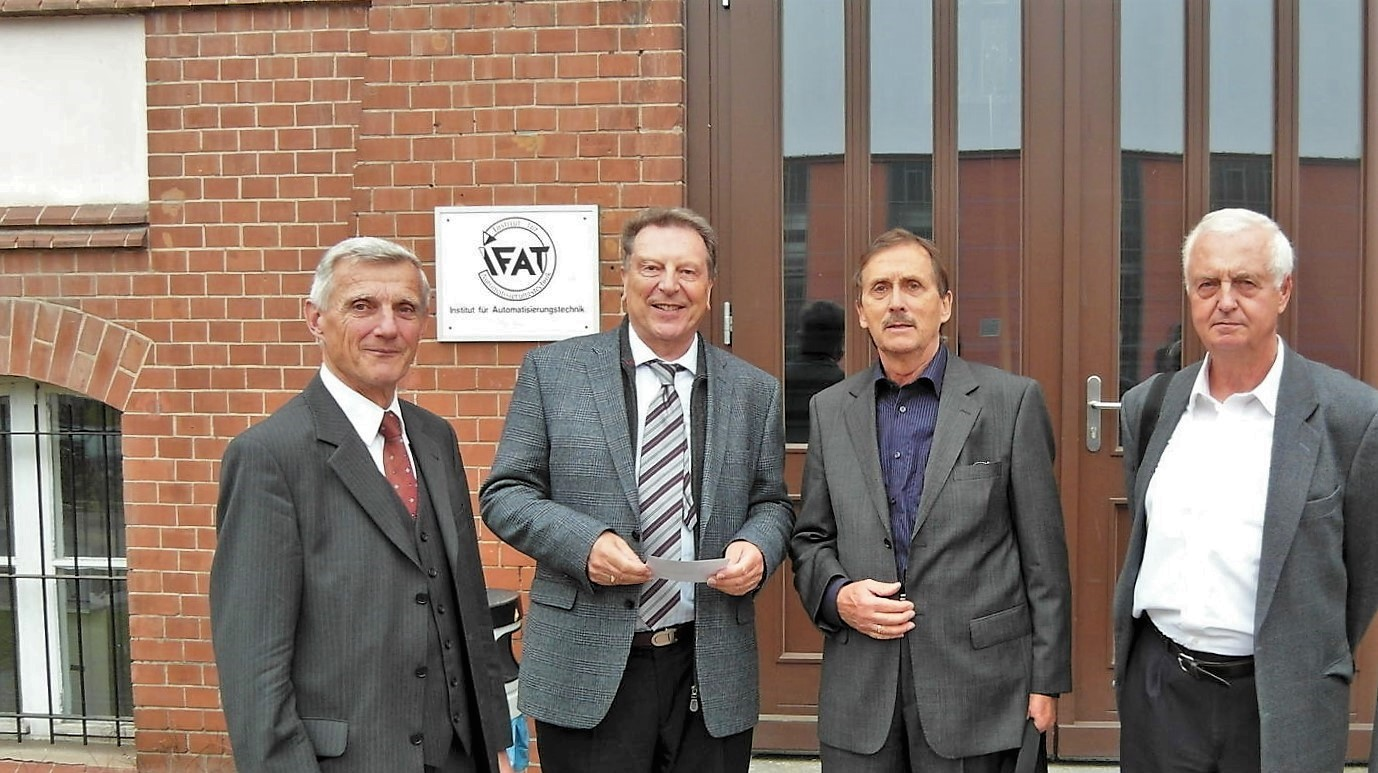
50 Jahre Automatisierungstechnik in Magdeburg (2011); erste Studenten: Ulrich Korn, Werner Kriesel, Peter R. Asche, Wolfgang Wilhelmi (v. l. n. r.)

1971 erhielt Kriesel eine Berufung als Hochschuldozent für Regelungstechnik an die TH Otto-von-Guericke Magdeburg (entsprach C3-Professor). An der Sektion Technische Kybernetik und Elektrotechnik (Direktor: H. Töpfer) mit Studiengang Technische Kybernetik baute er systematisch das Fachgebiet Automatisierungsgeräte und -anlagen zum eigenständigen Lehrgebiet einschließlich neuer Fachbücher aus. Dabei stützte er sich auf Vorleistungen seines zeitgleich emeritierten akademischen Lehrers Heinrich Wilhelmi sowie auf die Lehrbriefreihe „Bauelemente der Regelungstechnik“ von Heinrich Kindler, auf seine umfangreichen spezifischen Industrieerfahrungen und auf eine enge Kooperation mit Heinz Töpfer.
Parallel entwickelte er eine eigene industrienahe Forschungstätigkeit. Für neuartige Mehrgrößenregelungen auf Basis von Zustandsraumbeschreibungen nach dem Entwurfsverfahren von Ulrich Korn entstanden spezifische Gerätelösungen sowie eine halbindustrielle Anlage für die praxisnahe Erprobung. Weiterhin erfolgten Forschungen zur Zuverlässigkeit von Automatisierungssystemen sowie zum Strukturwandel für eine künftige Generation von Automatisierungsanlagen mit dezentralen, intelligenten und buskoppelbaren Funktionseinheiten auf Basis von Einchip-Mikrorechnern. Diese neuartige Systemkonzeption wurde zur Grundlage seiner langfristigen Forschungsstrategie bis in die Gegenwart.
1974 wurde er zum Mitglied und Sekretär des von H. Töpfer neu gegründeten Zentralen Arbeitskreises (ZAK) „Steuerungs- und Regelungstechnik“ beim Forschungsrat berufen und gehörte dem ZAK bis 1990 an. Von 1976 bis 1979 war er als Stellvertretender Sektionsdirektor für Forschung tätig. In diese Zeit fällt auch seine Habilitation an der Humboldt-Universität zu Berlin im Jahre 1978 bei Klaus Fuchs-Kittowski, die nach der Wiedervereinigung von der Mathematisch-Naturwissenschaftlichen Fakultät II, Fachbereich Informatik, anerkannt wurde. Weiterhin arbeitete er in der Urania und gehörte dem Urania-Präsidium in Berlin an.
1978 wechselte Töpfer an die Technische Universität Dresden auf den seit Jahren freien Lehrstuhl seines akademischen Lehrers Heinrich Kindler, und dies veranlasste Kriesel, einen Hochschulwechsel nach Leipzig anzustreben.

## Wirken als Professor für Automation und Kommunikation

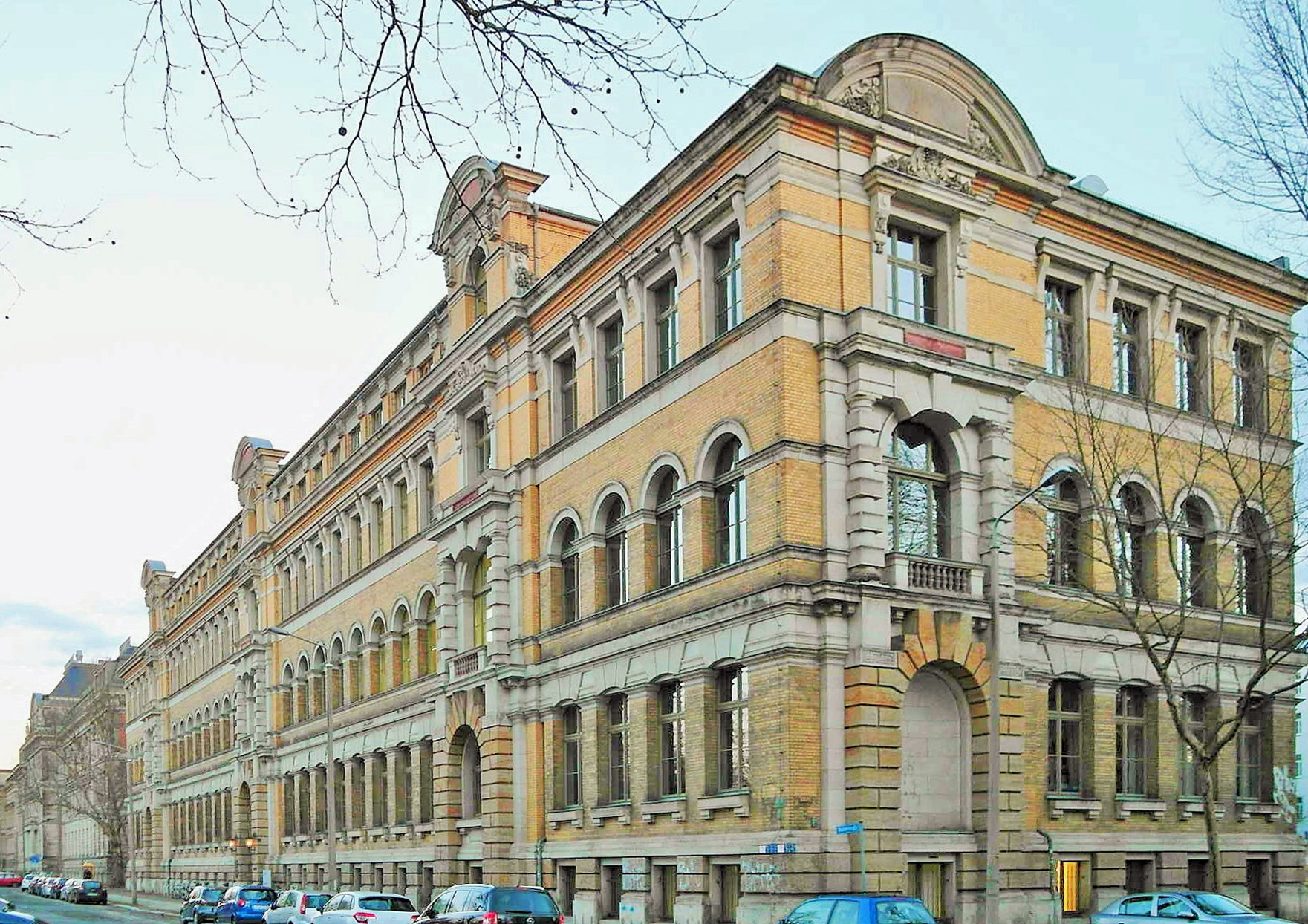
Leipzig, Wächterstraße 13, Gebäude der ehemaligen TH Leipzig für die beiden Sektionen Automatisierungsanlagen und Elektroenergieanlagen, heute Wiener-Bau: Fakultätsgebäude der HTWK Leipzig (errichtet von Hugo Licht)

1979 wurde Kriesel als ordentlicher Professor für Automatisierungstechnik an die Technische Hochschule Leipzig (THL; Rektor: Kurt Fiedler) berufen, hier an die Sektion Automatisierungsanlagen (Direktor: Werner Richter). Seine fachliche Nachfolge in Magdeburg wurde 1981 geregelt durch Berufung von Peter Neumann auf den Lehrstuhl "Geräte und Anlagen der Automatisierungstechnik".
In Leipzig hat Kriesel die Ausbildung von Diplom-Ingenieuren in der im deutschsprachigen Raum einmaligen Spezialisierung für Automatisierungsanlagen durch seine Lehrveranstaltungen für Automatisierungsgeräte und -anlagen erweitert. An der TH Leipzig hat sich in diesem Zeitraum im engen Zusammenwirken der beiden Sektionen Automatisierungsanlagen sowie Elektroenergieanlagen (Direktor: Siegfried Altmann) die technologische Profillinie Anlagen des Elektroingenieurwesen in Ausbildung und Forschung herausgebildet.
Entsprechend erweiterte Kriesel seinen Lehrstuhl zu einem neuen Wissenschaftsbereich Automatisierungssysteme. Sein erster neu angestellter wissenschaftlicher Assistent war Harald Blum, der 1980 vom Polytechnischen Institut Odessa kam und später zum Thema „Intelligente Stelleinrichtungen für Stoffströme“ promovierte. Zusätzlich wurde die gleichfalls einmalige Anwendungsspezialisierung Automatisierung Bauwesen aufgenommen unter Federführung von W. Kriesel sowie mit Förderung durch den Prorektor für Natur- und Technikwissenschaften Dietrich Balzer. In Kooperation mit der Sektion Bauwesen der TH und mit der Bauakademie Berlin wurden hier Ende der 1980er Jahre die ersten Absolventen verabschiedet. Kriesel erhielt Berufungen in den Beirat Bauingenieurwesen/Architektur beim Ministerium für Hoch- und Fachschulwesen MHF (1985–1990) sowie in den Wissenschaftlichen Rat der Bauakademie Berlin (1986–1990), zugleich war er langjähriges Mitglied der Fakultät für Technische Wissenschaften und gehörte von 1988 bis 1990 zum Senat der TH Leipzig.
Mit einem Personalbestand von 120 Mitarbeiterstellen in der Sektion Automatisierungsanlagen, erweitert um etwa 30 Doktorandenstellen und 60 Personalstellen im Industrie-Hochschul-Komplex Anlagenautomatisierung (IHK) als Transfereinrichtung, sowie mit rd. 500 Studenten war in Leipzig eine der größten Hochschuleinrichtungen im deutschsprachigen Raum mit ausschließlicher Spezialisierung für Automatisierungstechnik entstanden. Dies ermöglichte Kriesel als Stellvertretender Sektionsdirektor für Forschung (1981–1990), zusammen mit allen 6 Lehrstühlen für die Hauptkomponenten von Automatisierungsanlagen, auch umfangreiche Forschungsprojekte mit der Automatisierungsindustrie aufzunehmen, konzentriert auf den Schwerpunkt „Vorlauf für eine künftige Generation von Automatisierungsanlagen“ (Geräte- und Regler-Werke Teltow u. a.).
Kriesel war Mitglied der Wissenschaftlich-technischen Gesellschaft Mess- und Automatisierungstechnik (WGMA) in der Kammer der Technik (KDT) Berlin und arbeitete in den beiden Fachausschüssen „Automatisierungsanlagen“ sowie „Kommunikationssysteme“ (1982–1990). Zugleich war er im Bezirk Leipzig Stellvertretender Vorsitzender der KDT (1981–1990) und wurde zum Mitglied des KDT-Präsidiums Berlin gewählt (1983–1990), an beiden Stellen für Weiterbildung tätig.
Er erhielt im Mai 1990 die Berufung als Mitglied des Forschungsrates der ersten frei gewählten DDR-Regierung durch den Ministerpräsidenten Lothar de Maizière.
Nach der Deutschen Wiedervereinigung wurde aus seiner bisherigen Sektion Automatisierungsanlagen 1991 ein Fachbereich Elektrotechnik gebildet, zu dem auch ein Institut für Automatisierungssysteme (IfAS) gehörte mit Kriesel als gewähltem Direktor (1990–1992). Er war Mitglied der Fakultät für Elektrotechnik und Maschinenwesen der TH Leipzig (1991–95). Kriesel sorgte für einen zeitgemäßen Ausbau der Laborpraktika dank eingeworbener Stiftungsgelder (Gunther-Schroff-Stiftung, Volkswagenstiftung, Kooperation mit Steinbeis-Stiftung u. a.) und durch Forschungsfördermittel sowie durch Forschungskooperation mit Firmen wie Siemens, Festo u. a.
Weiterhin gehörte er zum Aufsichtsrat der Fa. Automatisierungstechnik Leipzig GmbH im Auftrag der Treuhandanstalt der Bundesregierung (1990–1991).
Kriesel wurde als Landesvorsitzender Sachsen des Verbandes Hochschule und Wissenschaft (VHW) im Deutschen Beamtenbund gewählt und war Mitglied des VHW-Bundesvorstandes in Bonn (1991–96) mit dem Bundesvorsitzenden Reinhard Kuhnert. Der Sächsische Staatsminister für Wissenschaft und Kunst Hans Joachim Meyer hat ihn zum Stellvertretenden Vorsitzenden seines Hochschulrates berufen (1991–93).
Seit der Wiedervereinigung wirkte er in der VDI/VDE-Gesellschaft Mess- und Automatisierungstechnik (GMA) Düsseldorf/Frankfurt am Main (damaliger Vorsitzender: Martin Polke). Er wurde zum Bereichsleiter gewählt und war im Zeitraum 1994–2000 Vorstandsmitglied sowie zugleich Vorsitzender der beiden bundesweiten Fachausschüsse „Kommunikationstechnik in verteilten Automatisierungssystemen“ und „Geschichte der Mess-, Automatisierungs- und Leittechnik“ (1996 Mitbegründer des Automatikmuseums der Hochschule für Technik, Wirtschaft und Kultur Leipzig (HTWK)). Für die Wahlperiode ab 1997 wurde er als Stellvertretender Bundesvorsitzender der GMA gewählt.

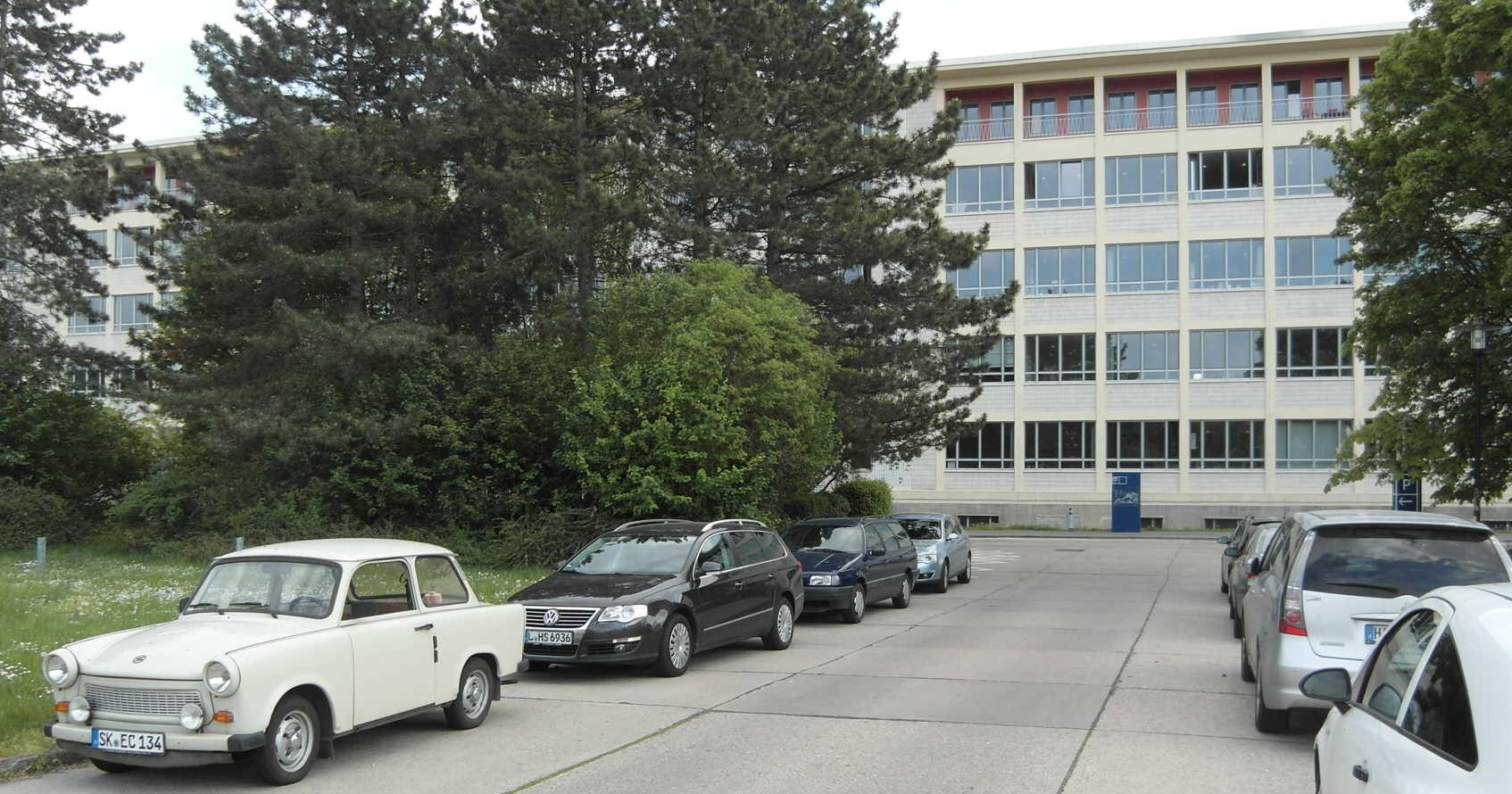
Campus Merseburg, Hauptgebäude (2014)

Kriesel erlangte 1995 eine Berufung an die Hochschule Merseburg (Rektorin: Johanna Wanka). Als Professor für Automatisierungstechnik hat er hier im Fachbereich Elektrotechnik, Informationstechnik und Medien die Fachgebiete Steuerungstechnik, Automatisierungsgeräte und -anlagen sowie Fertigungsautomatisierung einschl. Robotersteuerung gelehrt. Zusätzlich hat er das neue Fachgebiet „Industrielle Kommunikationstechnik“ bundesweit entwickelt, als eigenständiges Lehrfach vertreten und hierzu Fachbücher mit mehreren Auflagen erstellt.
In Kooperation mit Frank Sokollik, Peter Cschornack, Peter Helm, Tatjana Lange und Rainer Winz sind für die Automatisierungstechnik an der Hochschule Merseburg Praktikumseinrichtungen auf dem Niveau von industrienahen automatisierten Anlagen der Verfahrenstechnik und der Klimatechnik entstanden, die ein Alleinstellungsmerkmal gegenüber vergleichbaren Hochschuleinrichtungen im deutschsprachigen Raum darstellen. Kriesel hat insgesamt zum Aufbau und zur Profilierung der Studienrichtung Automatisierungstechnik im Studiengang Elektrotechnik beigetragen. Zugleich war er Mitglied der Forschungskommission des Senates der Hochschule. Er unterstützte die Arbeit des An-Instituts Fluid- und Pumpentechnik (FPT) seines forschungsaktiven Kollegen Dominik Surek im Fachbereich Ingenieur- und Naturwissenschaften (INW) und kooperierte mit dem Mechatroniker Manfred Lohöfener, der später dort zum Dekan gewählt wurde.
Die Drittmittelforschungen seit der Wiedervereinigung in seinen Forschungsgruppen in Leipzig und Merseburg umfassten über 25 Verbundprojekte mit namhaften industriellen Forschungspartnern, u. a. Siemens, Mercedes, Festo, Pepperl+Fuchs und mehr als 40 Klein- und Mittelunternehmen (KMU) sowie Firmen aus Großbritannien und Italien. Die Forschungsschwerpunkte lagen überwiegend im Bereich der Industriellen Kommunikation auf der prozessnahen Sensor-Aktuator-Ebene (sogenannte Feldbus-Systeme), einschließlich tangierender Problembereiche wie Diagnosetools, Testtools für Zertifizierungsaufgaben zur Konformitätsbewertung bis hin zu neuartigen elektronischen Bauelementen (ideale Induktivitäten als Faltflexspulen, in Kooperation mit dem Steinbeis Transferzentrum Mechatronik Ilmenau, Leiter: Eberhard Kallenbach).

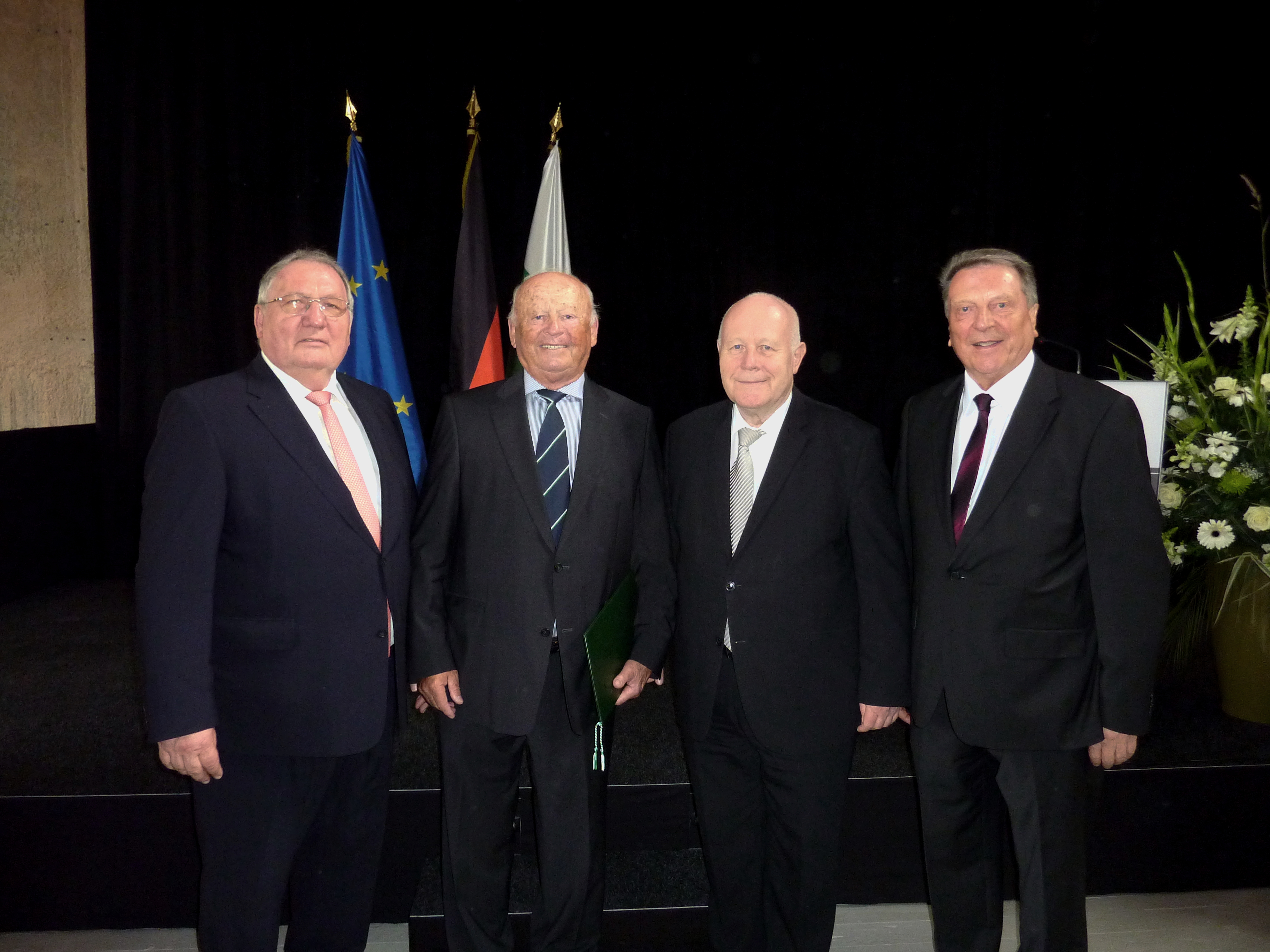
Werner Kriesel (re.) bei der Verleihung des Verdienstordens des Freistaates Sachsen an Horst Saalbach (2.v.li.), zusammen mit Georg Milbradt (3. von li.) und Winfried Pinninghoff (li.); Dresden 2015

Nach Grenzöffnung konnte Kriesel mit seiner Forschungsgruppe bereits Vorlaufergebnisse vorweisen für intelligente und direkt buskoppelbare Funktionseinheiten, insbesondere für ein neuartiges Kommunikationssystem zur Busverknüpfung von Steuerungen mit zugehörigen Sensoren und Aktuatoren. Diese Forschungen fanden Interesse bei der Fa. Festo und wurden durch den Präsidenten von Festo USA Horst Saalbach unterstützt. Vom Bundesministerium für Forschung und Technologie (BMFT) wurde zu diesem Thema ein Verbundprojekt gestartet, in dem 11 Unternehmen einschl. Festo zusammen mit der TH Leipzig (IfAS, W. Kriesel) und der Universität Karlsruhe (FZI, K. Bender) in den Jahren 1991 bis 1994 entsprechende Lösungen prototypisch entwickelt haben. Im Ergebnis ist als Weltneuheit ein industrietaugliches Kommunikationssystem zur hocheffektiven Verknüpfung von Speicherprogrammierbaren Steuerungen mit Maschinen und Anlagen unter dem Namen "ASI" bzw. AS-Interface entstanden.
Dieses System AS-Interface ist inzwischen Weltmarktführer der Kommunikation auf der Sensor-Aktuator-Ebene nach Weltnorm IEC 62026 und Europanorm mit nahezu 100 Herstellern in 13 Ländern. Insgesamt wurden bis zum Jahre 2019 seit Markteinführung 1994 rund 40 Millionen Systemchips für Busknoten (Slaves) produziert und hiermit über 150 Millionen Sensoren und Aktuatoren vernetzt. Kriesel unterstützte die Markteinführung dieser unkonventionellen Technik durch aktive Mitwirkung an regelmäßigen bundesweiten Weiterbildungsseminaren für die Industrielle Kommunikation, insbesondere im Haus der Technik in Essen und München (Außen-Institut der RWTH Aachen) von 1992 bis 2003.
Kriesel hielt zahlreiche Vorträge auf wissenschaftlichen Veranstaltungen, deren Durchführung er teilweise selbst angeregt und mitorganisiert hat. Seine wissenschaftlichen Publikationen spiegeln zugleich seine Teamarbeit wider und umfassen über 200 Arbeiten, davon über 30 Bücher mit bis zu 7 Auflagen. Er war an 20 Patenten beteiligt, davon an 6 Europapatenten während der DDR-Zeit. Er hat Gutachten erarbeitet zu 50 Dissertationen und Habilitationen (davon für 25 eigene Doktoranden) sowie zu 5 größeren Problemfällen der Industrieautomation. Aus seinem akademischen Umfeld sind als Professoren hervorgegangen: Klaus Steinbock (HTWK, Gründungsrektor), Klaus Fiedler (Leuphana Universität Lüneburg), Klaus Kabitzsch (Technische Universität Dresden), Tilo Heimbold (HTWK), Peter Helm (Hochschule Merseburg) und Alexander Chorchordin (Donezk, Ukraine).
Als ein Pionier der industriellen Kommunikationstechnik sah er dieses Fachgebiet, auf dem Deutschland mit seinen Unternehmen und Forschungspotenzialen weltweit führend ist, keineswegs als abgeschlossen an. Daher arbeitete er auch nach seiner Pensionierung am wissenschaftlichen Vorlauf für künftige Lösungen im Kontakt mit Industrie- und Forschungspartnern. Dabei stützte er sich mit seinem Team auf interdisziplinäre Wissenschaftskooperationen mit den Fachgebieten Nachrichtenübertragung (Universität Stuttgart, Professur Joachim Speidel) und Schaltungstechnik (Universität Rostock, Professur Helmut Beikirch).

## Mitgliedschaften und Ehrungen (Auswahl)
- 1962: Ehrenplakette der International Union of Students, Prague
- 1965: Fakultätspreis für bestes Diplom in der Fakultät Elektrotechnik der TH Magdeburg
- 1972: Ehrenurkunde des KDT-Bezirksvorstandes Groß-Berlin
- 1977: Silberne Ehrennadel des Urania-Präsidiums Berlin
- 1983, 1986: Ehrennadel des KDT-Präsidiums Berlin (Bronze; Silber)
- 1990: Mitglied im Forschungsrat der DDR
- 1991: Mitgliedschaft, Vorstandsmitglied und Stellv. Vorsitzender der VDI/VDE-Gesellschaft Mess- und Automatisierungstechnik (GMA) Düsseldorf/Frankfurt a. M.
- 2001: Ehrenplakette des VDI Verein Deutscher Ingenieure Düsseldorf
- 2013: Mitglied der Leibniz-Sozietät der Wissenschaften zu Berlin
- 2015: Silberne Ehrennadel des VDE Verband der Elektrotechnik Elektronik Informationstechnik Frankfurt a. M.

## Veröffentlichungen (Auswahl)
- ursastat - Meßfühler mit Relaisausgang (Relaisgeber) und Regler ohne Hilfsenergie (Direktregler). In: H. Haas, E. Bernicke, H. Fuchs, G. Obenhaus (Gesamtredaktion): ursamat-Handbuch. herausgegeben vom Institut für Regelungstechnik Berlin. Verlag Technik, Berlin 1969.
- mit Peter Gudermuth: Kybernetik und Weltanschauung. Probleme, Streitfragen und Ergebnisse der modernen Kybernetik. Lizenzausgabe BRD und Westberlin: Verlag Hubert Freistühler, Schwerte/Ruhr 1972. Urania-Verlag, Leipzig/ Jena/ Berlin 1973. Tschechische Übersetzung mit Vorwort, Verlag Horizont, Praha 1976.
- mit Heinz Töpfer, Ekkehard Reimann und Mertik Quedlinburg: Kleinautomatisierung durch Geräte ohne Hilfsenergie. (= Reihe Automatisierungstechnik. Band 173). Verlag Technik, Berlin 1976, 2. Auflage 1978.
- mit Heinz Töpfer: Funktionseinheiten der Automatisierungstechnik – elektrisch, pneumatisch, hydraulisch. Verlag Technik, Berlin und VDI-Verlag, Düsseldorf 1977, 5. Auflage 1988, ISBN 3-341-00290-1.
- Automatisierungsanlagenkonzepte mit Mikrorechnern und deren Konsequenzen für die Projektierung. In: Rainer Müller (Hrsg.), Horst Birnstiel, Werner Kriesel, Hans Podszuweit, Heinz Wolf: Projektierung von Automatisierungsanlagen. Verlag Technik, Berlin 1979, 2. Auflage 1982.
- mit Heinz Töpfer: Automatisierungstechnik – Gegenwart und Zukunft. (= Reihe Automatisierungstechnik. Band 200). Verlag Technik, Berlin 1982.
- mit Gerhard Banse: Funktion, Struktur und Formen der Modellmethode. In: G. Banse, H. Wendt (Hrsg.): Erkenntnismethoden in den Technikwissenschaften. Verlag Technik, Berlin 1986, ISBN 3-341-00043-7.
- mit Heinz Töpfer und Manfred Günther: Gerätesysteme der Automatisierungstechnik und Prozeßrechnersysteme. In: E. Philippow (Hrsg.): Taschenbuch Elektrotechnik in 6 Bänden. Band 4: Systeme der Informationstechnik. Verlag Technik, Berlin, Carl Hanser Verlag, München 1990, ISBN 3-341-00204-9.
- ASI – Das Aktuator-Sensor-Interface für die Automation. Hanser Verlag, München/ Wien 1994, ISBN 3-446-17825-2. (mit Otto W. Madelung: AS-Interface – Das Aktuator-Sensor-Interface für die Automation. 2. Auflage. 1999, ISBN 3-446-21064-4) (In Englisch: ISBN 3-446-18265-9)
- Geschichte und Zukunft der Mess- und Automatisierungstechnik. VDI-Verlag, Düsseldorf 1995 (mit Hans Rohr und Andreas Koch), ISBN 3-18-150047-X.
- Automatikmuseum in Leipzig. In: Verein Deutscher Ingenieure, VDI/VDE-GMA (Hrsg.): Jahrbuch 1997 VDI/VDE-Gesellschaft Mess- und Automatisierungstechnik. VDI-Verlag, Düsseldorf 1997, ISBN 3-18-401611-0.
- mit Tilo Heimbold und Dietmar Telschow: Bustechnologien für die Automation – Vernetzung, Auswahl und Anwendung von Kommunikationssystemen (mit CD-ROM). Hüthig Verlag, Heidelberg 1998 (mit Tilo Heimbold, Dietmar Telschow, Rüdiger Eikmeier, Dirk Lippik, Ulrich Wagner und Alfred Wölfel), 2. Auflage 2000, ISBN 3-7785-2778-9.
- mit Frank Sokollik, Peter Helm und Ralph Seela: KNX / EIB für die Gebäudesystemtechnik in Wohn- und Zweckbau. 5. Auflage. Hüthig Jehle Rehm Verlag, Heidelberg 2009, ISBN 978-3-7785-4054-1.
- Integration der fünf Großen „C“ – Vorstufe zu einer Allgemeinen Informationswissenschaft? In: Wolfgang Coy, Peter Schirmbacher (Hrsg.): Informatik in der DDR – Tagung Berlin 2010. Tagungsband Humboldt-Universität zu Berlin 2010, S. 275–293, ISBN 978-3-86004-253-3.
- Zur Kybernetik in Technik, Wirtschaft und Wissenschaft aus heutiger Sicht. In: Klaus Fuchs-Kittowski, Rainer E. Zimmermann (Hrsg.): Kybernetik, Logik, Semiotik. Philosophische Sichtweisen. Tagung aus Anlass des 100. Geburtstages von Georg Klaus. (= Abhandlungen der Leibniz-Sozietät der Wissenschaften. Band 40). trafo Wissenschaftsverlag, Berlin 2015, S. 281–306, ISBN 978-3-86464-095-7.
- Zukunfts-Modelle für Informatik, Automatik und Kommunikation. In: Frank Fuchs-Kittowski, Werner Kriesel (Hrsg.): Informatik und Gesellschaft. Festschrift zum 80. Geburtstag von Klaus Fuchs-Kittowski. Peter Lang Internationaler Verlag der Wissenschaften - PL Academic Research, Frankfurt am Main/ Bern/ Bruxelles/ New York/ Oxford/ Warszawa/ Wien 2016, S. 415–430, ISBN 978-3-631-66719-4.
- mit Ulrich Hofmann: Kybernetik, Automatisierung und Autonomisierung - zu einem Imperativ der Automation. In: Peter Brödner, Klaus Fuchs-Kittowski (Hrsg.): Zukunft der Arbeit - Soziotechnische Gestaltung der Arbeitswelt im Zeichen von "Digitalisierung" und "Künstlicher Intelligenz". Tagung der Leibniz-Sozietät am 13. Dezember 2019 in Berlin, Hochschule für Technik und Wirtschaft. (= Abhandlungen der Leibniz-Sozietät der Wissenschaften. Band 67). trafo Wissenschaftsverlag, Berlin 2020, S. 225–247, ISBN 978-3-86464-219-7.

- Prof. Hans-Joachim Zander zum 80. Geburtstag. In: at - Automatisierungstechnik, München. Jg. 61, Nr. 10, 2013, S. 722–724.